# Louis J. Lanzerotti
Louis John Lanzerotti (né le 16 avril 1938 à Carlinville en Illinois) est un physicien du Center for Solar-Terrestrial Research du New Jersey Institute of Technology (NJIT) de Newark (New Jersey).

## Études
Lanzerotti obtient une licence en génie physique en 1960 à l'université de l'Illinois à Urbana-Champaign. Il obtient un master en physique en 1963 puis son doctorat de physique en 1965 à l'université Harvard.

## Carrière
Lanzerotti est l'auteur ou le co-auteur de plus 500 publications portant sur l'étude des plasmas spatiaux, la géophysique et l'influence de la météorologie de l'espace ainsi que sur des technologies applicables sur Terre ou en milieu spatial. Lanzerotti a co-écrit un livre sur la physique de la ceinture de Van Allen.
Lanzerotti est engagé en 1965 par les Laboratoires Bell pour mener des recherches sur les ceintures de radiations de la Terre   récemment découverte par James Van Allen. Le satellite Telstar 1 lui fournit des données qui permettent d'analyser l'influence des ceintures de radiation sur les systèmes spatiaux.
Lanzerotti travaille sur des programmes de satellites et des missions spatiales comme le satellite de télécommunications ATS-1, le programme Explorer, le programme Voyager et la  mission Cassini-Huygens. Lanzerotti a également conçu des instruments embarqués à bord des sondes spatiales Ulysses, Galileo ainsi que sur les satellites Van Allen Probes, lancés en 2012 pour étudier la ceinture de radiation de la Terre.
En 2011, il reçoit la médaille William-Bowie de l'Union américaine de géophysique. Il enseigne au New Jersey Institute of Technology.